# ミサイル追跡艦

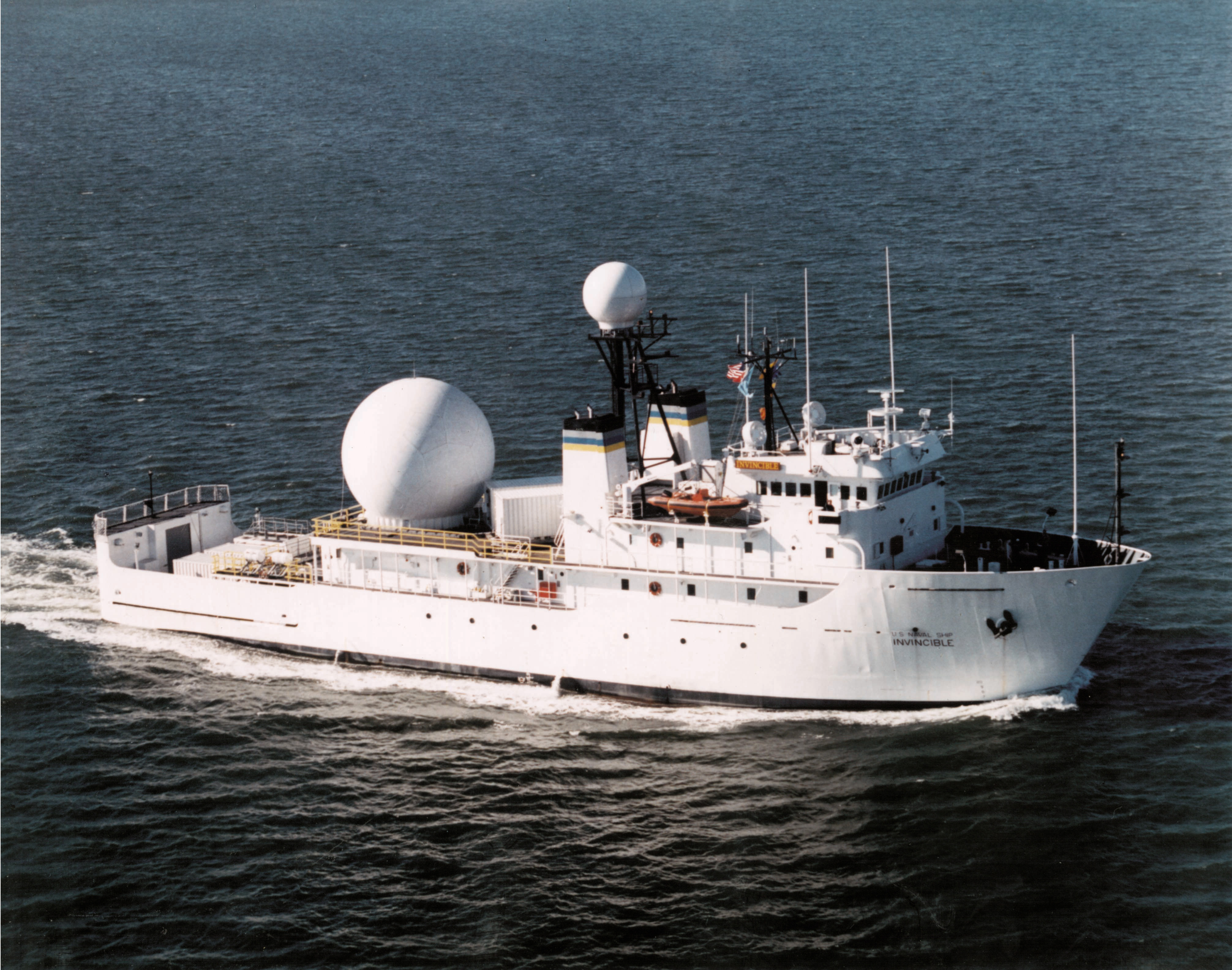
インヴィンシブル

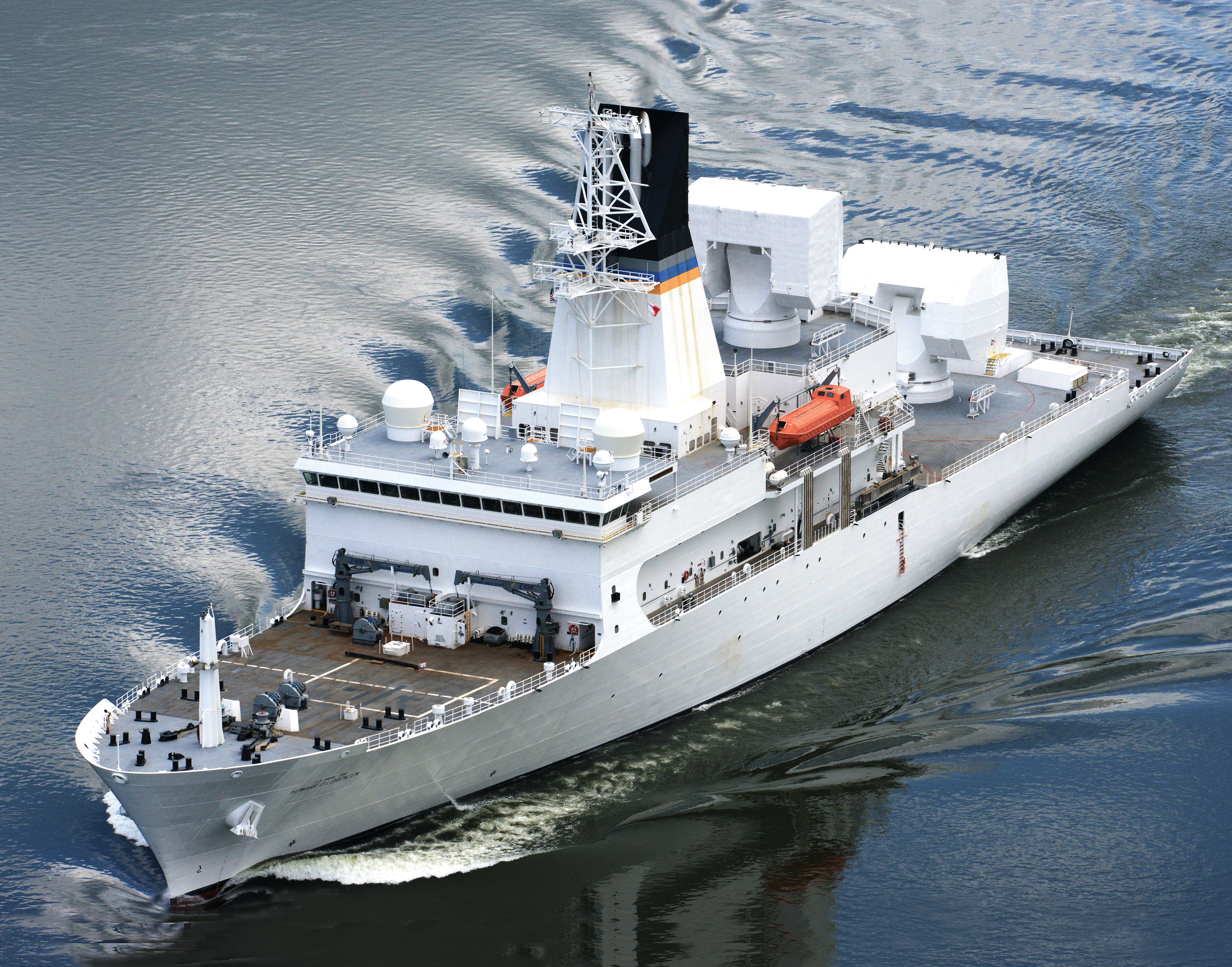
ハワード・O・ローレンツェン

ミサイル追跡艦（ミサイルついせきかん）とは、大型レーダーを搭載し、弾道ミサイル発射やロケット打ち上げの追跡・監視を行う艦船のこと。ミサイル実験支援艦、ミサイル観測艦とも呼ばれる。
敵国の弾道ミサイルの性能を調査するにあたっては、ミサイルやロケットの軌道をできる限り正確に測定する必要がある。それには、大型レーダーを艦船に搭載し、その射場または着弾地付近において、レーダー観測を行うことが有効手段の一つである。

## ミサイル追跡艦一覧
アメリカ合衆国
アメリカ軍においては、自国および敵国のミサイルの性能を調査するために、ミサイル追跡艦の運用を行っている。自国のミサイル・ロケットの観測のために、アメリカ海軍のみならず、陸軍・空軍においてもこの種の船舶を保有していた時期があった。
2024年時点においては、アメリカ海軍は1隻のミサイル追跡艦を運用しており、これらは北朝鮮の弾道ミサイル実験に対する観測可能性に備えて、朝鮮半島近海を遊弋していることがある。
- T-AGM-1 レンジ・トラッカー（英語版） Range Tracker（退役）
- T-AGM-2 レンジ・リカバラー（英語版） Range Recoverer（退役）
- T-AGM-15 コースタル・セントリー（英語版） Coastal Sentry（退役）
- T-AGM-16 コースタル・クルセイダー（英語版） Coastal Crusader（退役）
- T-AGM-17 ティンバー・ヒッチ（英語版） Timber Hitch（退役）
- T-AGM-18 サンパン・ヒッチ（英語版） Sampan Hitch（退役）
- T-AGM-19 ヴァンガード（英語版） Vanguard（退役）
- T-AGM-20 レッドストーン（英語版） Redstone（退役）
- T‑AGM‑21 マーキュリー（英語版） Mercury（退役）
- T-AGM-22 レンジ・センチネル（英語版） Range Sentinel（退役）
- T-AGM-23 オブザヴェーション・アイランド Observation Island（退役）
- T-AGM-24 インヴィンシブル Invincible（退役[2]）
- T-AGM-25 ハワード・O・ローレンツェン Howard O. Lorenzen （就役中）

 ソビエト連邦/ ロシア
ソビエト連邦では、民間の衛星追跡船に加えてソビエト連邦海軍のミサイル追跡艦を自国のロケットやICBM、人工衛星の追跡のために運用していた。ソビエト連邦の崩壊後に大半の艦が退役しており、ロシア海軍でマーシャル・クルイロフのみ運用されている。
- コスモノート・ウラジーミル・コマロフ Kosmonavt Vladimir Komarov （退役）
- アカデミーク・セルゲイ・コロリョフ Akademik Sergey Korolev （退役）
- コスモノート・ユーリイ・ガガーリン Kosmonavt Yuriy Gagarin （退役）
- コスモノート・ヴィクトル・パツァエフ（ロシア語版） Kosmonaut Viktor Patsaev （退役）
- コスモノート・ウラディスラフ・ヴォルコフ（ロシア語版） Kosmonaut Vladislav Volkov（退役）
- コスモノート・ゲオルギー・ドブロボルスキー（ロシア語版） Kosmonaut Georgy Dobrovolsky （退役）
- コスモノート・パーヴェル・ベリャエフ（ロシア語版） Kosmonaut Pavel Belyaev （退役）
- SSV-33 ウラル Ural （退役）
- マーシャル・ネデリン級ミサイル追跡艦
  - マーシャル・ネデリン Marshal Nedelin （退役）
  - マーシャル・クルイロフ Marshal Krylov  （就役中）

 フランス
- アンリ・ポアンカレ（フランス語版） Henri Poincaré
- モンジュ Monge

 中国
中国におけるミサイル追跡艦は、宇宙開発における衛星追跡の任務を併せて行っている。
- 遠望型衛星追跡艦
  - 遠望1（退役）
  - 遠望2（退役）
  - 遠望3（就役中）
  - 遠望4（退役）
  - 遠望5（就役中）
  - 遠望6（就役中）
  - 遠望7（就役中）
  - 遠望21（就役中）
  - 遠望22（就役中）

- 瞭望1 （就役中）

 インド
- ドゥルーブ（英語版） INS Dhruv （就役中）
- アンヴェッシュ（英語版） INS Anvesh (A41) （就役中）

 パキスタン
- リズワン PNS Rizwan (A294) （就役中）